# Calathea bracteosa
Calathea bracteosa är en strimbladsväxtart som beskrevs av Henry Hurd Rusby. Calathea bracteosa ingår i släktet Calathea och familjen strimbladsväxter. Inga underarter finns listade.